# La donna che bruciò nel vento
La donna che bruciò nel vento (The Venging) è un'antologia di racconti fantascientifici di Greg Bear del 1983.
In Italia la collana Urania ha avuto i diritti per la pubblicazione soltanto di alcuni dei racconti presenti nella raccolta originale.

## Racconti
- La donna che bruciò nel vento (The Wind from a Burning Woman) (1978)
- Il figlio del cavallo bianco (The White Horse Child) (1979)
- Petra (Petra) (1981)
- Baraonda (Scattershot) (1978)
- L'ora della battaglia (Hardfought) (1981)
- La vendetta (The Venging) (1975)

### Appendice
- L'autore: Greg Bear, di Giuseppe Lippi

## Edizioni
- Greg Bear, The Venging, 1992.
- Greg Bear, La donna che bruciò nel vento, collana Urania n° 1293, Arnoldo Mondadori Editore, 1996.